# Jashnīābād
Jashnīābād (persiska: جَشنی آباد, چَشنی آباد, جشنی آباد) är en ort i Iran.   Den ligger i provinsen Kurdistan, i den nordvästra delen av landet, 500 km väster om huvudstaden Teheran. Jashnīābād ligger 1 320 meter över havet och antalet invånare är 388.
Terrängen runt Jashnīābād är lite kuperad. Runt Jashnīābād är det ganska tätbefolkat, med 60 invånare per kvadratkilometer. Närmaste större samhälle är Marivan, 19,2 km sydost om Jashnīābād. Trakten runt Jashnīābād består till största delen av jordbruksmark.